# Мартиника
Мартиника (на френски: Martinique; на испански: Martinica) е задморско владение на Франция със статут на регион и департамент.
Заема площ от 1128 km2. Административен център е град Фор дьо Франс (на френски: Fort-de-France).

## География
Регионът обхваща едноименния остров и няколко малки островчета по източния му бряг.
Разположен е в източната част на Карибско море и е част от архипелага Малки Антили. Има брегова линия 250 km. Северните части са заети от вулкански масив, с най-висока точка – върхът на Мон Пеле, действащ вулкан – 1397 m. Южните райони са със средна надморска височина до 500 m.
Мартиника има тропичен мусонен климат, със средна годишна температура 27°С, влиян от пасатите. Дъждовният сезон продължава от юли до ноември, а годишната сума на валежите е около 3000 mm.

## История
- Островът е открит от Христофор Колумб през 1502 г. Повече от век е испанско владение;
- От 1635 г. започва колонизация на острова от Франция, която го обявява за своя колония през 1674 г.;
- През XVII-XVIII в. – заселване с негри-роби от Африка;
- 1848 г. – отмяна на робството. Заселване на няколко десетки хиляди индийци (главно тамили);
- 1902 г. – изригва вулканът Мон Пеле (Оголената планина) – 30 хил. жертви;
- Мартиника става задморски департамент на Франция.

## Население
Население – 436,131 хил. жит. (към 2011 г.) Градско население: 95%.
Гъстота – 386,6 жит. на km². Естествен прираст – 17.
Средна продължителност на живота – мъже – 74 г., жени – 80 г.
Етнически състав: мартиникци – 93,7% (мулати, тамили), французи – 2,7%, други – 3,6%.
Официален език: френски, използва се местен диалект на френския – креолски.
Конфесионален състав: християни – 98,5% (католици – 89,3%, протестанти – 10,7%), други – 1,5%. 

## Държавно устройство и административно деление
Задморски департамент и регион на Франция. Управлението се осъществява от Генерален съвет (45 членове) и Регионален съвет (41 членове), избирани за 6 години. В парламента на Франция Мартиника е представена от трима депутати и двама сенатори. Регионът има тристепенна форма на административно деление. Разделен е на 4 окръга (arrondissements), които се делят на 34 общини (communes), съставени от 45 селища (cantons).
Окръзи
- Окръг Фор дьо Франс
- Окръг Ла Тринит
- Окръг Льо Марин
- Окръг Сен Пиер

## Икономика
Добре развити са селското стопанство и туризмът.
В селското стопанство са заети 7,6% от трудоспособното население. Основни култури са захарна тръстика, банани, ананаси. Отглежда се едър рогат добитък (35 хил. глави), свине (26 хил.), овце (40 хил.).
Уловът на риба е 5 хил. т. 
В промишлеността са заети около 15% от трудоспособното население. Има предприятия за производство на захарна суровина (6.5 хил. т) и за преработката на ром (66 хил. хектолитра). Действат циментов и нефтопреработвателен завод.

## Транспорт
Шосета – 2700 km, няма жп линии. Главно пристанище – Фор дьо Франс. Международно летище – Ламантен, на 8 km от Фор дьо Франс.

## Фотогалерия
- Планината Пеле
- Фор дьо Франс
- Полуостров Каравел
- Сателитна снимка на острова